# Мороз Володимир Іванович (священник)
Мороз Володимир Іванович (25 квітня 1913, Добромірка, Збаразький повіт, Тернопільщина — 25 лютого 1996, Винники) — український греко-католицький священник, в'язень польських і сталінських концтаборів, Почесний громадянин Винник (посмертно).

## Життєпис
У рідному селі закінчив школу і поступив до Самбірської гімназії. Закінчивши гімназію повернувся до рідного села, де очолював «Пласт», «Сокіл», а згодом «Просвіту».
1932–1937 рр. — навчання у Львівській богословській академії. За активну політичну і громадську діяльність був ув'язнений, перебував у Збаразькій тюрмі.
На жовтень 1939 р. митрополитом Йосифом Сліпим були призначені ієрейські свячення, але вересневі події 1939 р. перешкодили мрії Володимира Мороза збутися. 19 грудня 1939 р. більшовиками у Збаражі було спровоковане повстання, щоб була причина для масових арештів українців. За ці події Володимира Мороза арештовують і відправляють у Тернопільську тюрму, а пізніше до Львівської на вул. Лонського, де він перебував до 1941 р.
Протягом 1941–1945 рр. Був в'язнем радянських таборів на Печорі, Комі АРСР; до 1958 р. перебував там на засланні. 1941 р. його дружину Марію Федорівну (сільську вчительку) з двома маленькими дітьми (трирічним сином і дочкою) везуть ешелоном понад 15 діб у Казахстан. Дочка по дорозі захворіла, а 14 серпня, коли їй мав виповнитися рік, померла. І лише 1945 р. після звільнення з ув'язнення сім'я знову з'єдналася. 12 років сім'я перебувала на далекій Півночі.
1950 р. доля звела Володимира з патріархом Йосифом Сліпим. У поселенні Косью він кілька разів зустрічався з Патріархом, виконував його доручення.
1958 р. Володимир Мороз зі сім'єю поселився у Винниках. Працював у Будівельному управлінні облспоживспілки. І лише у травні 1991 р. з рук Владики Івана Прашка з Австралії у соборі св. Юра у Львові В. Мороз прийняв святу тайну Христового свячення. Здійснилася його найзаповітніша мрія життя. З цього часу о. Володимир парох у Винниках. У Винниках він опікувався шпиталем інвалідів війни і репресованих, де вів величезну душпастирську і місіонерську діяльність. У душі ціле своє життя о. Володимир чувся священиком, де б він не був. Це була людина з великої літери.
Помер о. Володимир 25 лютого 1996 р., похований на старому цвинтарі у Винниках.